# Казковий Подарунок
Казковий Подарунок, Верхньокуюмська печера (рос. Сказочный подарок, Верхнекуюмская) — печера на Алтаї, Республіка Алтай, Росія. Печера вертикального типу простягання. Загальна протяжність — 60 м. Глибина печери — 25 м; амплітуда — 25 м. Печера відноситься до Східноалтайської області Алтайської провінції Алтай-Саянської спелеологічної країни. Кадастровий номер 5137/8617-1Z.